# Durk Wiersma
Durk Wiersma (Leeuwarden, 1947 - 6 mei 2019) was emeritus hoogleraar Klinische Epidemiologie van Psychiatrische Stoornissen. Tot 7 juli 2011 was prof. Wiersma programmaleider van het Rob Giel Onderzoekcentrum, een samenwerkingsverband tussen Lentis (voormalig GGZ Groningen), stichting GGZ Friesland, stichting GGZ Drenthe, Dimence, Mediant en het Universitair Centrum Psychiatrie van het Universitair Medisch Centrum Groningen. 

## Levensloop
Durk Wiersma studeerde, na het Gymnasium, Westerse Sociologie aan de Rijksuniversiteit Groningen, met als specialisatie Medische Sociologie. In 1979 promoveerde hij op het proefschrift Psychosociale stress en langdurige arbeidsongeschiktheid. In 1993 voltooide hij de opleiding tot epidemioloog-B. 
Sinds 1974 is Durk Wiersma verbonden aan de Rijksuniversiteit, waar hij in 1986 universitair hoofddocent werd. In 1991 is hij onderscheiden met de Ramaer-medaille van de Nederlandse Vereniging voor Psychiatrie, vanwege zijn werk op het terrein van de evaluatie van opnamevervangende dagbehandeling en de ontwikkeling van een schaal voor de meting van sociaal gedrag. 
Op 18 oktober 2002 is Durk Wiersma benoemd tot bijzonder hoogleraar in de Klinische Epidemiologie van Psychiatrische stoornissen door de Stichting Bijzondere Leerstoel Klinische Epidemiologie van Psychiatrische Stoornissen. Sindsdien heeft hij tientallen promoties begeleid van junior onderzoekers verbonden aan het Rob Giel Onderzoekcentrum en had hij zitting in vele (inter)nationale verenigingen en commissies.
Op 7 juli 2011 heeft Durk Wiersma de leiding over het Rob Giel Onderzoekcentrum overgedragen in verband met het bereiken van de pensioensgerechtigde leeftijd. Op diezelfde dag is hij benoemd tot Officier in de Orde van Oranje-Nassau. 
De wetenschappelijke carrière van Durk Wiersma heeft steeds in het teken gestaan van de verbetering van de kwaliteit van leven van langdurig zorgafhankelijke mensen. In zijn eigen woorden "Daar doe ik het allemaal voor".
Op 6 mei 2019 is prof. dr. Durk Wiersma overleden.